# Onthophagus nitidus
Onthophagus nitidus är en skalbaggsart som beskrevs av Waterhouse 1875. Onthophagus nitidus ingår i släktet Onthophagus och familjen bladhorningar. Inga underarter finns listade i Catalogue of Life.